# Damian Warner
Damian David George Warner (London, 4 de novembro de 1989) é um atleta canadense, campeão olímpico e bicampeão pan-americano do decatlo.
Notável por seu sprint, Warner detém as melhores marcas de velocidade do decatlo. Ele detém o recorde dos Jogos Pan-Americanos e o recorde canadense para a modalidade, e a quarta maior pontuação da história. Nos Jogos Olímpicos de Verão de 2020 em Tóquio, consagrou-se campeão olímpico. Como resultado de sua conquista, Warner foi nomeado o porta-bandeira do Canadá na cerimônia de encerramento do evento. Foi medalha de prata no Campeonato Mundial de Atletismo de 2023 em Budapeste, Hungria.